# إرحالن

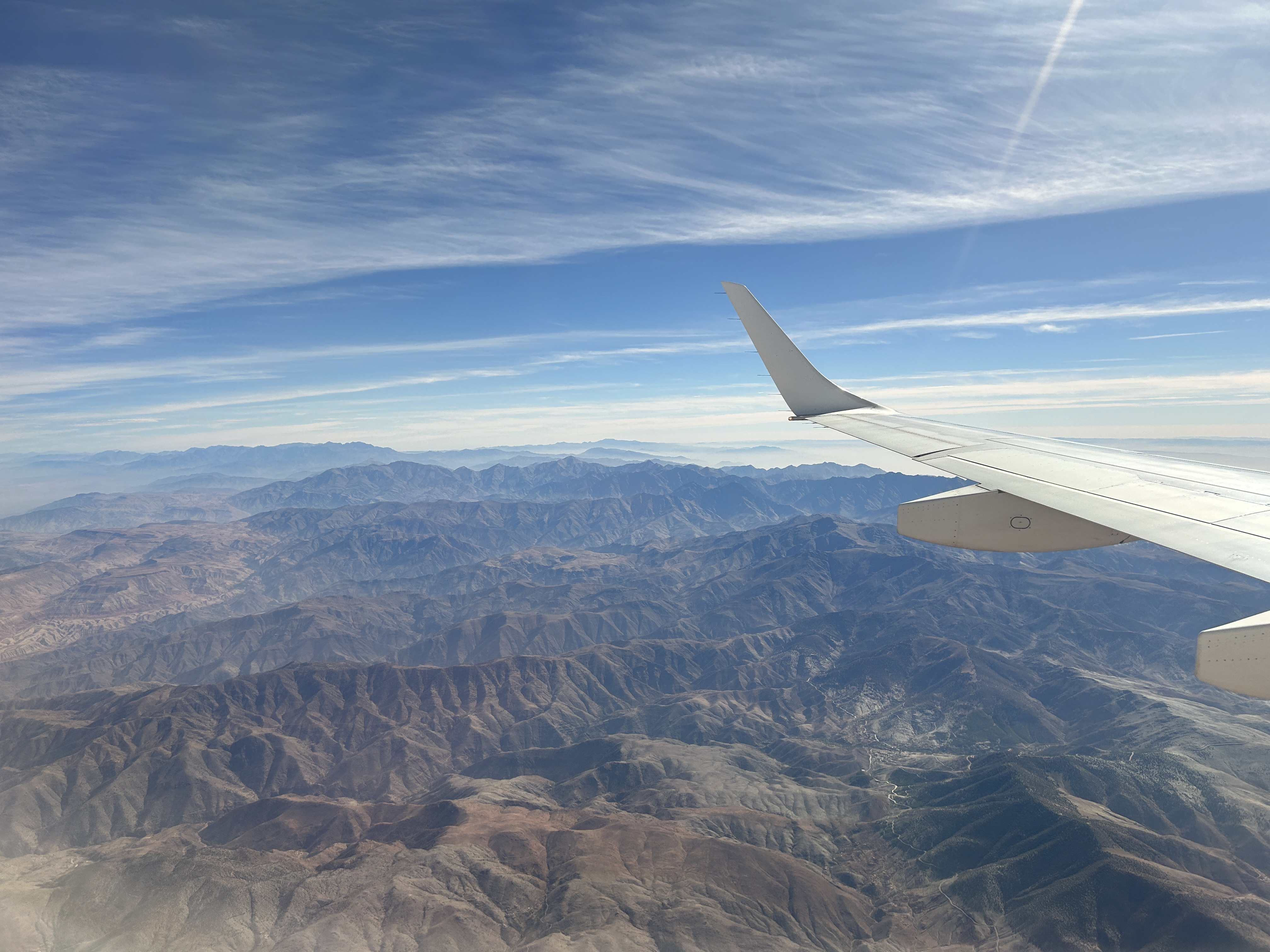
منظر لقرية إرحالن من الطائرة

إرحالن هي قرية أمازيغية جبلية مغربية وسط المملكة. تنتمي إرحالن لإقليم شيشاوة. تضم هذه القرية 6.037 نسمة (إحصاء 2004).